# Rannu (Elva)
Rannu est une localité de la commune d'Elva, en Estonie.

## Population
Au 31 décembre 2011, le bourg comptait 374 habitants.